# Marcelo Salas
José Marcelo Salas Melinao (Temuco, 1974. december 24. –) chilei válogatott labdarúgó.

## Pályafutása

### Universidad de Chile
Salas a Deportes Temuco csapatánál nevelkedett, majd 1991-ben az apja az ország legnépszerűbb klubjába, az Universidad de Chilébe vitte. Itt 1993. január 4-én debütált a felnőtt csapatban, első gólját pedig 1994-ben szerezte a Cobreola elleni bajnoki mérkőzésen, majd a szezonban még további 26 góllal vette ki a részét csapata bajnoki címéből. Három évig volt a klubnál, ezalatt 75 mérkőzésen lépett a pályára, és 50 gólt szerzett. Először 1994-ben került be a chilei labdarúgó-válogatottba.

### River Plate
1996-ban Argentínába igazolt, a River Plate-hez, amit az argentin sajtó kritikus hangon kommentált, mert chilei labdarúgó még nem volt sikeres Argentínában, még Maradona is negatív hangot ütött meg. Salas hamar elhallgattatta a kritikusokat, és a szurkolók kedvence lett. Játékával jelentős mértékben hozzájárult új csapata sikeréhez: 1996-tól 1998-ig (eddig volt a klubnál) 51 mérkőzésen 26 gólt lőtt. Csapatával megnyerte 1996-ban a Torneo de Aperturát, 1997-ben Clausurát és az Aperturát, 1997-ben pedig dél-amerikai szuperkupa-győztes lett (a döntőben éppen az ő két góljával). Ebben az időszakban a Chilével kijutott a Franciaországban megrendezett 1998-as világbajnokságra. Csoportjukból Olaszország mögött továbbjutottak a nyolcaddöntőbe, ahol kikaptak Brazíliától. Salas négy mérkőzésen négy gólt lőtt, amivel elnyerte a bronzcipőt (holtversenyben a brazil Ronaldóval és a mexikói Luis Hernándezzel).

### Olaszországban
1998-ban Európába költözött, és a Laziónál játszott. Bemutatkozására 1998. október 4-én került sor, és már ekkor látszott, hogy Salas a csapat motorja lesz. Első itáliai gólját pár nappal később az Internazionale ellen szerezte. A Laziónál 1998–2001 között 79 mérkőzésen szerepelt és 34 gólt szerzett. Csapatával, amely utoljára (egyben először) 1974-ben volt bajnok, az 1999–2000-es szezonban megnyerte az olasz bajnokságot. Ezen kívül megnyerte az olasz kupát, a Kupagyőztesek Európa-kupáját és az Európai szuperkupát (utóbbi mérkőzésen az ő góljával győzték le 1–0-ra a Manchester Unitedet).
2001-ben átigazolt a Juventusba (az átigazolási díjon kívül a szerb Darko Kovačevićért cserébe), de játékát sérülések hátráltatták, így csak 14 mérkőzésen vehetett részt, és csak 2 gólt szerzett.

### River Plate
A rosszul sikerült szezon után 2003-ban a River Plate-hez került kölcsönbe. A sérülések miatt nem sikerült régi formáját visszaszereznie, 43 meccsen 17 gól szerzett, és már a visszavonulását fontolgatta. A Libertadores-kupa elődöntőjében még sikerült egy emlékezetes gólt szereznie, de így is kikaptak a későbbi győztes São Paulótól.

### Universidad de Chile
2005 júliusában került nyilvánosságra, hogy visszatér az Universidad de Chiléhez. A sajtó ugyan tartott attól, hogy egy sérülékeny játékos érkezik a klubhoz, ő mégis elvezette klubját a kupadöntőig, amit azonban végül az Universidad Católica nyert meg. 2006-ban ismét eljutottak a döntőig, de ott most a Colo-Colo volt jobb – tizenegyesekkel.

Ebben az évben visszatért a válogatottba, amelyben 2005 óta nem játszott. A Marcelo Bielsa irányításával készülő válogatottban 2007 szeptemberében két barátságos mérkőzést játszott Ausztriában, majd a 2010-es labdarúgó világbajnokság selejtezőinek első négy mérkőzésén is. 2007. november 18-án, az Uruguay elleni mérkőzésen két gólt szerzett.

### Visszavonulása
Salas 2008. november 26-án bejelentette, hogy befejezi pályafutását.
2009. június 2-án játszotta búcsúmérkőzését. Meghívott játékostársai között szerepeltek barátai az Universidad de Chiléből, a River Plate-ből, a Juventusból, valamint az 1998-as vb chilei válogatottjából. Salas mindkét oldalon játszott, és három gólt szerzett. A meccset több mint 50 000 néző tekintette meg.
2011 júliusában jótékonysági meccsen működött közre, amelynek bevételéből a 2010-es chilei földrengés áldozatait kívánták megsegíteni. A mérkőzésen a „Salas barátai” és a „Messi barátai” nevű csapatok játszottak.

## Sikerei, díjai
- Primera División de Chile: 1994, 1995
- Argentin Apertura: 1997
- Argentin Clausura: 1997, 2004
- Dél-amerikai szuperkupa: 1997
- Az év játékosa Dél-Amerikában: 1997
- Az év játékosa Argentínában: 1997
- UEFA-Kupa-győztes: 1999
- UEFA-szuperkupagyőztes: 1999
- Olasz bajnok: 2000, 2002, 2003
- Olasz kupagyőztes: 2000
- Olasz szuperkupa: 1998, 2000, 2002
- Világbajnoki bronzcipő: 1998